# Yunus Pehlivan
Yunus Pehlivan (ur. 1 stycznia 1933) – turecki zapaśnik walczący w stylu wolnym. Wicemistrz świata w 1961; czwarty w 1963 roku.